# Bill Sharman
William Walton „Bill“ Sharman (* 25. Mai 1926 in Abilene, Texas; † 25. Oktober 2013 in Redondo Beach, Kalifornien) war ein US-amerikanischer Basketballtrainer und -spieler. Sharman zog als Kind mit seinen Eltern nach Kalifornien um und besuchte später die University of Southern California.

## Spielerkarriere
Zwischen 1950 und 1961 spielte er in der nordamerikanischen Profiliga National Basketball Association (NBA) bei den Mannschaften der Washington Capitols und der Boston Celtics. Bei den Celtics bildete er zusammen mit Bob Cousy einen der besten Backcourts der Ligageschichte. Insgesamt gewann Sharman vier Titel mit den Celtics (1957, 1959–1961). Er wurde in vier aufeinanderfolgenden Saisons (1956–1959) in das All-NBA First Team berufen. Zudem wurde Sharman in acht aufeinanderfolgenden Spielzeiten (1953–1960) in das NBA All-Star Team der Eastern Conference gewählt. Er galt zu aktiven Zeiten als einer der besten Schützen der Liga und führte diese in insgesamt sieben Spielzeiten hinsichtlich der Trefferquote bei Freiwürfen an.
Neben dem Basketball war Sharman von 1950 bis 1955 auch als Baseballspieler aktiv. Er wurde von den Brooklyn Dodgers gedraftet, spielte aber nur in Affiliation-Teams (Pueblo Dodgers, Elmira Pioneers, Fort Worth Cats, St. Paul Saints und Mobile Bears) der Dodgers.

## Trainerkarriere
Seine Trainerkarriere begann Sharman in der kurzlebigen American Basketball League (ABL), wo er zunächst die Mannschaft der Los Angeles Jets als Spielertrainer übernahm. Nachdem diese bereits während der ersten Saison aus finanziellen Gründen den Spielbetrieb hatte einstellen müssen, gewann er als John McLendons Nachfolger mit den Cleveland Pipers die ABL-Meisterschaft 1962. Anschließend trainierte Sharman die Basketballmannschaft des Los Angeles State College. Ab 1966 war er für zwei Jahre Trainer der San Francisco Warriors, die er 1967 in die NBA-Finalserie führte. Von 1968 bis 1971 trainierte Sharman die Los Angeles Stars in der American Basketball Association (ABA), die er 1971 – inzwischen in Utah beheimatet – zur ABA-Meisterschaft führte.
1971 übernahm er den Trainerposten bei den Los Angeles Lakers, verließ mit dem Team 33 mal in Folge das Parkett als Sieger und führte sie in der ersten Saison zur NBA-Meisterschaft 1972. Es war der erste Titel der Los Angeles Lakers seit deren Umzug 1960 von Minneapolis. 1976 trat er als Trainer der Lakers zurück und nahm den Posten des General Managers an. 1983 übernahm er bis 1990 die Aufgaben des Teampräsidenten. Danach blieb er den Lakers in beratender Tätigkeit verbunden.
Sharman gelang es als einzigem im US-Profisport, Teams in drei verschiedenen Ligen zu Meistertiteln (Cleveland Pipers 1962, Utah Stars 1971 und Los Angeles Lakers 1972) zu führen. Sharman gilt als Erfinder des Shootaround, also einer unmittelbaren Spielvorbereitung mittels eher lockerer, unstrukturierter Wurfübungen.

## Auszeichnungen
Neben John Wooden, Tommy Heinsohn und Lenny Wilkens ist Sharman das einzige Mitglied der Naismith Memorial Basketball Hall of Fame, das sowohl als Spieler (1976) als auch als Trainer (2004) aufgenommen wurde. Beim 50. Jubiläum der NBA 1996 zählte Sharman zu den 50 Greatest Players in NBA History. Im Meisterjahr 1972 wurde er als bester Trainer der NBA ausgezeichnet. Beim NBA All-Star Game 1955 wurde Sharman zum MVP des All-Star Games ernannt.

## Tod
Sharman erlitt am 19. Oktober 2013 einen leichten Schlaganfall. Am 25. Oktober 2013 verstarb er im Kreis seiner Familie im Alter von 87 Jahren in seinem Haus in Redondo Beach, Kalifornien. Er hinterlässt seine Frau Joyce sowie zwei Töchter und zwei Söhne.